# Марія Луїза Беатріс Лопес Гаргальйо
Пані Марія Луїза Беатріс Лопес Гаргальйо (Mrs. María Luisa Beatriz López Gargallo) — мексиканський дипломат. Надзвичайний і Повноважний Посол Мексики в Україні.

## Життєпис
Народилася 20 червня 1954 року в місті Пуебла. Закінчила факультет міжнародних відносин в Університеті Північної і Південної Америки, а також диплом в Центрі економічних досліджень і навчання (CIDE).
З 1976 року на дипломатичній службі в Мексиканських Сполучених Штатах;
У 1976—1979 рр. — віце-консул Консульство Мексики в Денвері, штат Колорадо.
У 1980—1984 рр. — начальник відділу в Головному управлінні охорони.
У 1984—1987 рр. — начальник відділу Японії та Республіки Горя в Генеральній дирекції для Африки, Азії і Океанії.
У 1987—1990 рр. — консул в Генеральному консульстві Мексики в Ель-Пасо, штат Техас.
У 1991 році — вона обіймала посаду заступника директора по Організації американських держав (ОАД) в Генеральному директораті американських регіональних організацій і протягом цього ж року брала участь як начальник ланок у першій Іберо-американській зустрічі на вищому рівні в Гвадалахарі, Халіско.
У 1992 році — обіймала посаду технічного директора в Головному управлінні по Латинській Америці.
У 1993 році — консул в Генеральному консульстві Мексики в Сан-Дієго, штат Каліфорнія
У 1995 році — глава консульства Мексики в Сан-Педро-Сула, Гондурас.
У 1998 році — глави місії в посольстві Мексики в Грецькій республіці.
У 2000 році — делегат від Міністерства закордонних справ в Iztacalco делегації в Федеральному окрузі.
З серпня 2001 року — консул в Х'юстоні, штат Техас.
З 29 квітня 2004 по 25 квітня 2005 — співробітник Генерального консульства.
З травні 2005 по 2009 рр. — генеральний консул Мексики в Ногалесі, штат Аризона, де вона координувала програму добровільної внутрішньої репатріації.
У 2010—2014 роках — Надзвичайний і Повноважний Посол Мексики в Австралії, одночасно з незалежною державою Папуа-Новій Гвінеї, Республіки Островів Фіджі, Соломонових островів і Республіки Вануату посол.
4 березня 2010 року — вручила вірчі грамоти генерал-губернатору Австралії пані Квентін Брайс
З 25.11.2014 року — Надзвичайний і Повноважний Посол Мексики в Україні.
19 лютого 2015 року — вручила копії вірчих грамот Заступнику Міністра закордонних справ — керівнику апарату Вадиму Пристайку.
26 травня 2015 року — вручила вірчі грамоти Президенту України Петру Порошенку.